# Eisai (entreprise)
Pour les articles homonymes, voir Eisai.
Eisai (エーザイ株式会社, Ēzai Kabushiki-gaisha) (TSE : 4523) est une entreprise pharmaceutique japonaise dont le siège est situé à Tokyo au Japon. L'entreprise emploie environ 9 000 personnes dont environ 1 500 consacrées à la recherche.

## Histoire
En décembre 2007, Eisai acquiert MGI Pharma, une entreprise américaine spécialisé dans l'oncologie et le traitement de la leucémie, pour 3,9 milliards de dollars.

## Principaux actionnaires
Au 8 décembre 2019:
| Wellington Management                  | 8,63% |
| Nomura Asset Management                | 5,78% |
| Nippon Life Insurance                  | 4,14% |
| Eisai (autocontrôle)                   | 3,36% |
| DWS Investments                        | 2,87% |
| Daiwa Asset Management                 | 2,82% |
| Nikko Asset Management                 | 2,72% |
| The Vanguard Group                     | 2,43% |
| Sumitomo Mitsui Trust Asset Management | 2,40% |